# Virgínia Schall
Virgínia Torres Schall de Matos Pinto (Montes Claros, 2 de junho de 1954 — Belo Horizonte, 29 de abril de 2015) foi uma divulgadora de ciência, psicóloga, pesquisadora e educadora brasileira. Trabalhou na área de pesquisa e divulgação científica da Fundação Oswaldo Cruz, em Belo Horizonte e no Rio de Janeiro. Além da carreira na pesquisa, também foi escritora infantil e poetisa. Recebeu prêmios tanto por sua atividade literária quanto por seu trabalho de divulgação científica, incluindo o Prêmio José Reis de Divulgação Científica, em 1990.
Cooperou ativamente com órgãos públicos, como os Ministérios da Saúde e da Educação, a CAPES, o CNPq, a FAPERJ e a FAPEMIG, além de ter atuado internacionalmente em comitês da Organização Mundial da Saúde (OMS) e da Organização Pan-Americana da Saúde (OPAS), buscando sempre promover a divulgação do conhecimento científico e da educação. Sua perspectiva multidisciplinar permitiu o desenvolvimento de trabalhos sobre diversos temas, dentre eles: prevenção e controle de doenças infecciosas e parasitárias, educação e promoção da saúde, tecnologias educacionais e de informação sobre saúde, ambiente e ciências, ensino de ciências e espaços formais e não formais de aprendizagem.

## Biografia
Nascida em Montes Claros-MG, Virgínia era a mais velha entre as cinco filhas da família. Quando jovem, estudou num colégio de freiras em Alvinópolis-MG, onde começou a desenvolver seu interesse pelo conhecimento e, a partir do contato com a Teologia da Libertação praticada por algumas de suas professoras, começou a se interessar por questões sociais e de igualdade que formaram a base de seus estudos em Saúde Coletiva posteriormente.
Durante sua graduação (1973-1978) em Psicologia pela Pontifícia Universidade Católica de Minas Gerais, se interessou por estudar os aspectos fisiológicos e biológicos do comportamento humano, o que a levou a participar como bolsista de iniciação científica de uma pesquisa coordenada pelo professor Fernando Pimentel de Souza que usava caramujos como modelo experimental para o estudo do cérebro humano. Tal participação lhe rendeu o Prêmio Jovem Cientista do Instituto Brasileiro de Educação, Ciência e Cultura e deu as bases para que continuasse os estudos nessa área durante o Mestrado (1978-1980) em Fisiologia e Biofísica na UFMG. Em 1996, Virgínia concluiu o doutorado em Educação pela Pontifícia Universidade Católica do Rio de Janeiro, com uma tese que de certa maneira se aprofundava menos nos temas estudados anteriormente e voltava-se mais para a educação infanto-juvenil em saúde e ciência.

### Fiocruz
Em 1980, Virgínia mudou-se para o Rio de Janeiro para dar aulas no Departamento de Ciências Fisiológicas da Universidade do Estado do Rio de Janeiro (UERJ), mas pouco tempo depois, em 1981, tornou-se pesquisadora do Departamento de Biologia no Instituto Oswaldo Cruz (IOC). Na Fiocruz, foi responsável por criar o Laboratório de Educação em Ambiente e Saúde (LEAS) em 1990, primeiro laboratório dedicado à educação e saúde da instituição, além de participar ativamente da construção do curso de pós-graduação de Ensino em Biociências e Saúde em 2004. Seu trabalho no LEAS foi muito inspirado pelos estudos de Paulo Freire e Vygotsky, os quais forneceram uma base teórica para a criação de uma nova linha de pesquisa que buscava produzir, editar e avaliar coleções de livros e jogos para o público infanto-juvenil e possibilitava o ensino de ciência e saúde em ambientes formais e não-formais de ensino.
Em 1999, Virgínia retornou a Minas Gerais para trabalhar no Centro de Pesquisas René Rachou (atual Instituto René Rachou - IRR), sede da Fiocruz-MG, onde criou o Laboratório de Educação em Saúde e Ambiente (LAESA) para desenvolver estudos sobre doenças negligenciadas e doenças infecciosas e crônicas, além de pesquisas sobre saúde sexual e reprodutiva de jovens e adolescentes. Além do laboratório, Virgínia também foi fundamental na criação de dois programas de pós-graduação (o de Ciências da Saúde e o de Saúde Coletiva em 2011), os quais existem até os dias atuais.

### Poesia
Paralelamente à carreira de cientista, Virgínia publicou alguns livros sobre poesia e recebeu prêmios por poesias de sua própria autoria. Em 2002, foi eleita membra efetiva da Academia Feminina Mineira de Letras, onde continuou a escrever e desenvolver seu lado literário.

## Formação e Carreira
Virgínia Schall formou-se em Psicologia na Pontifícia Universidade Católica de Minas Gerais (1978). Obteve o mestrado em Fisiologia pela Universidade Federal de Minas Gerais (1980) e doutorou-se em Educação pela Pontifícia Universidade Católica do Rio de Janeiro (1996). No doutorado, voltou-se para o estudo da divulgação científica para crianças, tema caro à pesquisadora e que a inspirou a desenvolver muitos projetos direcionados ao público infantil e adolescente.

### Docência e divulgação científica
Virgínia Schall dedicou boa parte de sua carreira à docência, conferindo igual importância aos ofícios de professora e pesquisadora. Empenhada em promover a inserção de jovens na educação científica, foi responsável pela implantação de programas como o Programa de Vocação Científica na Fiocruz-RJ (1988) e posteriormente a Iniciação Científica Júnior no CNPq.
Ingressou na Fundação Oswaldo Cruz em 1985. Nessa instituição foi professora de Ciências da Saúde e Saúde Coletiva e pesquisadora do Laboratório de Educação em Ambiente e Saúde e do Centro de Pesquisas René Rachou.
Em 1990, Schall recebeu o Prêmio José Reis de Divulgação Científica. A comissão avaliadora assim justificou a premiação: "Pelo conjunto de seus trabalhos destinados a divulgar, principalmente entre crianças cursando o 1º grau, informações sobre higiene e doenças infecto-contagiosas, iniciado em 1983 com um trabalho sobre esquistossomose e que evoluiu para a coleção 'Ciranda da Saúde' e, depois na criação da 'Ciranda do Meio Ambiente'". Na ocasião da entrega do mesmo prêmio para a Fiocruz, onde Schall trabalhou, este foi-lhe dedicado, em reconhecimento a sua atividade em prol da divulgação científica no Brasil.
Em 2002, ela foi agraciada com o Prêmio Francisco de Assis Magalhães Gomes, da Secretaria de Ciência e Tecnologia do Estado de Minas Gerais.
Na Fiocruz, foi responsável pela criação de ciclos de teatro sobre a temática científica, chamados "Ciência em Cena", e do jogo Zig-Zaids, para a conscientização sobre doenças sexualmente transmissíveis, como a Aids. Também criou a Olimpíada Brasileira de Saúde e Meio Ambiente, em 2001.

### Pesquisa
Sua trajetória profissional foi considerada "fundamental na constituição de inúmeras linhas de pesquisa no Brasil, tal como a Educação em Saúde, Saúde Coletiva, Ensino de Ciências e Divulgação Científica". Destacou-se sua atuação no conhecimento e controle da esquistossomose, pela qual recebeu do Ministério da Saúde a Medalha Pirajá da Silva, em 2008. Na área de pesquisa sobre a divulgação científica, buscou enfatizar a importância da representação emocional e das atividades lúdicas para a educação científica.
Sua produção acadêmica alcançou um total de 564 registros, sendo 313 itens sobre Educação em Saúde. A característica mais forte em todas as suas obras é a interdisciplinariedade, uma vez que Virgínia buscava unir diversas áreas do conhecimento para produzir trabalhos que conseguissem dialogar com o maior número de pessoas possíveis.

### Museu da Vida
A Casa de Oswaldo Cruz, unidade responsável pela preservação do patrimônio histórico da Fundação Oswaldo Cruz e pela pesquisa em História das Ciências e da Saúde, inaugurou, em maio de 1999, o Museu da Vida, com o objetivo de promover divulgação e educação em ciência e saúde. Por este motivo, valoriza a avaliação de suas iniciativas como uma oportunidade de aperfeiçoar suas propostas e conhecer quais elementos são importantes considerar na elaboração de novas atividades educativas em saúde. As atividades oferecidas ao público visitante são frutos de uma construção coletiva de profissionais da Fiocruz (pesquisadores, técnicos, administradores) e de consultores que contribuíram para conceber e implantar os espaços temáticos de visitação como se encontram atualmente.
O Museu recebe diariamente um público diversificado, como famílias, jovens, idosos, turistas, professores e principalmente grupos escolares de ensino fundamental e médio, que o frequentam nos dias de semana. Ciente de que as escolas são grandes promotoras do acesso de jovens a museus e centros de ciência do Rio de Janeiro, o Museu valoriza a relação com a educação formal e propõe projetos e programas específicos, visando a um intercâmbio que vai além da abertura das portas do museu às escolas.
A Tenda da Ciência do Museu da Vida recebeu o nome de "Virgínia Schall" em 2016, em reconhecimento à atuação da pesquisadora na construção do museu e nas áreas de educação e divulgação científica.

## Literatura
Publicou livros infanto-juvenis, alguns dos quais para divulgar ciência. Também escreveu livros de poesia, para adultos e crianças. Por sua obra poética, recebeu vários prêmios: Concurso de Poesias Vinicius de Moraes, da Prefeitura do Rio de Janeiro (1994); Concurso Poesia na Vale da CVRD (1994); Prêmio Raul de Leoni, de poesia, da União Brasileira de Escritores (1995); Prêmio de Poesia da Academia Feminina Mineira de Letras (1998 e 2000).
Integrou a Academia Feminina Mineira de Letras, na cadeira 25.

## Livros[20]
- In Minas Memoria (2009)
- Cedo ou Tarde (2007)
- Contos de Fatos: histórias de Manguinhos (2001)
- Coleção Ciranda da Vida (1994), 4 volumes: Sem lugar na Arca de Noé, Segredos que crescem, Vida, viagem infinita e O mistério da caverna de luz

## Reconhecimento

### Homenagens
- Medalha Virgínia Schall de Mérito Educacional[21]
- Tenda da Ciência Virgínia Schall[11][18]

### Prêmios
- Prêmio Fundação Banco do Brasil de Tecnologia Social, 2011[22]
- Medalha Pirajá da Silva, 2008[14]
- Prêmio de Divulgação Científica Francisco de Assis Magalhães Gomes, 2002[3]
- Prêmio Anual de Poesia da Academia Feminina Mineira de Letras[23]
- Prêmio José Reis de Divulgação Científica, 1990[9]